# 飯塚裕之
飯塚 裕之（いいづか ひろゆき、1963年1月18日 - ）は、日本の漫画編集者、漫画構成家、ライター。

## 概要
神奈川県横浜市出身。少年・少女誌で漫画の描き方のページを構成。一方で数々のアニメコミック構成も手がけている。漫画の描き方に関連する著書多数。

## 来歴
武蔵野美術大学建築学科卒。在学中にゲームクリエーターで漫画編集者であるさくまあきらに師事。新人漫画家養成誌の編集の傍ら、『週刊少年サンデー』（小学館）でファミコン関連連載記事『最先端（ハイテク）くらぶ』を構成・執筆。その後、『桃太郎伝説』、『桃太郎電鉄』等、ビデオゲームの企画・制作に携わる。
2017年より、『日本史探偵コナン』シリーズ、『世界史探偵コナン』シリーズの編集、シリーズ構成を担当。

## 作品

### 漫画入門書
- 熱筆!まんが学園!!（1997年、小学館、作画 小野敏洋）
- めざせ!まんがの星（2000年、小学館、作画 すもと亜夢）
- まんが家になろう!（2001年、小学館）
- まんが遊戯（2005年、小学館、作画 渡瀬悠宇）
- バカでも描けるまんが教室（2007年、小学館、作画 新條まゆ）
- 0から始めるまんが教室（2009年、小学館、作画 車谷晴子）
- プロの技全公開!まんが家入門（2013年、小学館）

### フィルムコミック
- 小学館
  - 『名探偵コナン』シリーズ
  - 『もし高校野球の女子マネージャーがドラッカーの『マネジメント』を読んだら』
  - 『ドラえもん』シリーズ
  - 『犬夜叉』シリーズ
  - 『金色のガッシュベル!!』シリーズ
  - 『PROJECT ARMS』シリーズ
  - 『GS美神』シリーズ
  - 劇場版『ストリートファイターII』
  - 『鉄腕バーディー』シリーズ
  - 『らんま1/2』シリーズ
  - 『愛天使伝説ウェディングピーチ』シリーズ
  - 『わがまま☆フェアリー ミルモでポン!』シリーズ
- 一迅社
  - 「プリキュアシリーズ」
- 主婦の友社
  - 『うちの3姉妹』シリーズ
- 毎日新聞社
  - 『毎日かあさん』シリーズ
- ソフトバンク
  - 『デジモンアドベンチャー』シリーズ
  - 『おジャ魔女どれみ』シリーズ
  - 『おジャ魔女どれみ#』シリーズ
  - 『鋼の錬金術師』シリーズ
  - 『おじゃる丸』シリーズ
- 角川書店
  - 劇場版『おじゃる丸 せみらの夏』
- 幻冬舎
  - 『ローゼンメイデン』シリーズ
- 中央公論社
  - 『笑ウせえるすまん』シリーズ
  - 『ルパン三世』シリーズ

### 書籍
- 名探偵コナンの10才までに算数センスを育てる157問（2020年、小学館、監修 藤丸卓哉）